# Nele Stark
Nele Stark (* 24. Mai 2003) ist eine deutsche Sportschützin und Europameisterin mit dem Kleinkalibergewehr. 

## Werdegang
In der Luftgewehr-Bundesliga startete Stark für den SSV Kronau.
Ihre erste internationale Medaille konnte Nele Stark bei den Schieß-Juniorenweltmeisterschaften 2021 in Lima mit 18 Jahren in der Disziplin 50 m KK Dreistellungskampf Team gewinnen, als sie mit Larissa Wegner (geb. Weindorf) und Anna Janßen den dritten Platz belegte.
2022 konnte Nele Stark ihre ersten internationalen Goldmedaillen gewinnen, als sie bei den Schieß-Europameisterschaften 25/50 Meter in Breslau in den Disziplinen 50 m KK Dreistellungskampf Team und 50 m KK liegend Mixed den ersten Platz belegte. Ihre steigende Tendenz konnte sie bereits im nächsten Jahr beim ISSF Junioren World Cup in Suhl unter Beweis stellen, als sie erneut beim 50 m KK Dreistellungskampf Team und 50 m KK liegend Mixed triumphierte und zusätzlich noch den dritten Platz im 50 m KK Dreistellungskampf belegte.
Anfang 2024 konnte Stark sich für die Junioren-Schieß-Europameisterschaften 10 Meter in Győr qualifizieren, wo sie anschließend Gold im 10 m Luftgewehr Mixed- und Bronze im 10 m Luftgewehr Team gewann. Einige Monate später gewann Stark bei den Schieß-Europameisterschaften 25/50/300 Meter 2024 in Osijek zwei Silbermedaillen.
Beim World Cup 2025 in Buenos Aires konnte sich Nele Stark für das 50 Meter KK Dreistellungskampf-Finale qualifizieren. Nach dem kniend und liegend Schießen führte Stark die Tabelle an, doch die Inderin Sift Kaur Samra zog an allen Finalteilnehmerinnen vorbei und belegte am Ende den ersten Platz, gefolgt von Anita Mangold und der kasachischen Schützin Arina Altukhova. Stark schloss den Wettbewerb mit dem sechsten Platz ab.
Im Juli 2025 gewann Stark bei den Schieß-Europameisterschaften in Châteauroux mit ihren Mannschaftskolleginnen Larissa Wegner und Hannah Steffen die Goldmedaille in der Disziplin 50 Meter KK Dreistellungskampf Mannschaft vor dem tschechischen und schweizerischem Team und sicherte sich so ihren ersten Sieg bei einem Erwachsenenwettbewerb.